# فرودگاه نیژنوارتوفسک
فرودگاه نیژنوارتوفسک (به روسی: Аэропорт Нижневартовск) فرودگاهی عمومی واقع در نیژنوارتوفسک در کشور روسیه است که توسط JSC "Nizhnevartovskavia" اداره می‌شود.

## شرکت‌های هواپیمایی و مقصدهای پروازی
| شرکت‌های هواپیمایی | مقصدهای پروازی                                                                  |
| ----------------- | ------------------------------------------------------------------------------- |
| آئروفلوت          | شرمتیوو                                                                         |
| Azur Air          | چارتر فصلی: آنتالیا                                                             |
| بلاویا            | چارتر: گومل                                                                     |
| ایر آئرو          | ایرکوتسک، تولمچوا                                                               |
| نورداستار         | یملیانو، بوگاشف                                                                 |
| Orenburzhye       | تسنترالنی، رسچینو، کولتسوو                                                      |
| رویال فلایت       | چارتر فصلی: آنتالیا، یو-تاپائو                                                  |
| اس۷ ایرلاینز      | دوموده‌دوو، تولمچوا                                                              |
| تاجیک ایر         | خجند                                                                            |
| اورال ایرلاینز    | سیمفروپول                                                                       |
| یوتی‌ایر اوییشن    | خانتی-مانسییسک، خجند، تولمچوا، رسچینو فصلی: آناپا، پاشکوفسکی، سوچی              |
| UVT Aero          | بوگولما، قازان, پاشکوفسکی, ناریان-مار، استریگینو، بولشویه ساوینو، سوچی، پالکوو, |
| ازبکستان ایرویز   | تاشکند                                                                          |
| VIM Airlines      | چارتر فصلی: آنتالیا                                                             |
| یامال ایرلاینز    | دوموده‌دوو، تولمچوا، بوگاشف، اوفا، کولتسوو فصلی: سیمفروپول                       |